# Anusuya Chinsamy-Turan
Anusuya Chinsamy-Turan (27 de agosto de 1962).  Es una paleontóloga de vertebrados sudafricana conocida por su experiencia y desarrollo en el estudio de la microestructura de dientes y huesos de vertebrados fósiles y extintos. Tiene el cargo de jefe del Departamento de Ciencias Biológicas en la Universidad de Ciudad del Cabo.

## Educación y carrera
Chinsamy-Turan estudió una licenciatura de la Universidad del Witwatersrand en 1983 y otra en 1984, en U.H.D.E. (Diploma Superior universitario en Educación) de la Universidad de Durban-Westville en 1985, un doctorado en 1991 de Witwatersrand, y finalmente realizó un postdoctorado en la Universidad de Pensilvania entre 1992 y 1994.
Es la autora de cuatro libros; dos obras académicas, The Microstructure of Dinosaur Bone - Deciphering Biology Through Fine Scale Techniques, publicado en 2005, por la Johns Hopkins University Press y Forerunners of Mammals -Radiation. Biology publicada por la Indiana University Press en 2012; el libro infantil, Famous dinosaurs of Africa, publicado en 2008, y un libro de nivel popular, Fossils For Africa, publicado en 2014 por la Cambridge University Press.

## Premios
Chinsamy-Turan ganó el  "Distinguished Women Scientist Award" del South African Department of Science and Technology en 2002, y ganó la "South African Woman of the Year Award" en 2005. La National Research Foundation of South Africa le otorgó el "President's Award" en 1995 y el "Transformation Award" en 2012.
En 2013, se le concedió por la The World Academy of Sciences (TWAS)  (La Academia Mundial de Ciencias) el Premio subsahariano por la «Compresión Pública y Divulgación de la Ciencia».

## Selección de publicaciones
- Chinsamy, A, Buffetaut, E, Angst, D., Canoville,  2014.Insight into the growth dynamics and systematic affinities of the Late Cretaceous Gargantuavis from bone microstructure Naturwissenschaften 101:447-452
- Chinsamy, Un., Chiappe, L.,  Marugán-Lobón, J., Chunling, G. Y Fengjiao, Z. 2013. Gender Identification of the Mesozoic bird Confuciusornis sanctus. Nature Communications.
- Chinsamy, Un. Thomas, D. B., Tumarkin-Deratzian, A. & A. Fiorillo. 2012. Hadrosaurs were perennial polar residents. Anatomical Record 295 (4): 551@–714.
- Jasinoski, S.C. y A. Chinsamy. 2012. Mandibular histology and growth of the non-mammaliaform cynodont Tritylodon. Journal of Anatomy,, 220 (6): 564–579.
- Cerda, I. A. & Chinsamy.  2012. Biological Implications of the bone microstructure of the Late Cretaceous ornithopod dinosaur Gasparinisaura cincosaltensis. Revista de Paleontología Vertebrada. 32(2):355-368.
- Chinsamy, Un., Codorniu, L. y L. Chiappe. 2009 The Bone Microstructure of Pterodaustro guinazui. Anatomical Record 292: 1462-1477.
- Chinsamy, A. y Tumarkin-Deratzian, A. 2009. Pathological bone tissue in a turkey vulture and a nonavian dinosaur. Anatomical Record 292: 1478-1484